# Domingo Arrillaga
Domingo Arrillaga Larrarta, né le 11 février 1890 à Eibar (province du Guipuscoa, Espagne) et mort le 22 février 1951 à Lima (Pérou), est un footballeur et entraîneur espagnol.

## Biographie
Domingo Arrillaga commence à jouer au poste d'attaquant au Club Ciclista, ancêtre de la Real Sociedad. En 1910, il s'établit à Barcelone et rejoint le RCD Español, puis le FC Barcelone.
En 1911, il retourne à Saint-Sébastien pour jouer avec la Real Sociedad. 
Il joue ensuite dans des clubs tels que Comercio et l'Argentino de Quilmes.
Après sa carrière de joueur, il est sélectionneur de l'équipe du Pérou en 1941 et entraîneur de l'Alianza de Lima en 1945.